# Praesagittifera shikoki
Praesagittifera shikoki är en plattmaskart som beskrevs av Kostenko och Mamkaev 1990. Praesagittifera shikoki ingår i släktet Praesagittifera och familjen Convolutidae. Inga underarter finns listade i Catalogue of Life.